# James Edward Moore

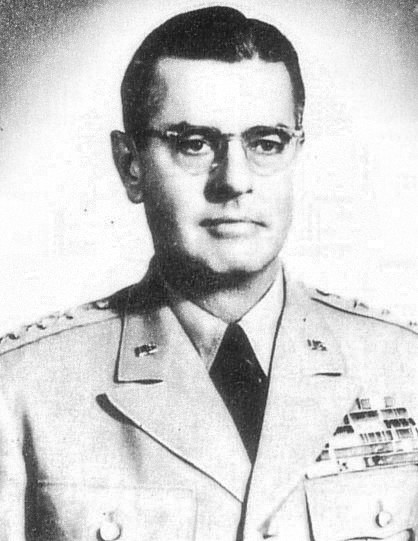
James Edward Moore im Mai 1972

James Edward Moore (* 29. November 1902 in New Bedford, Bristol County, Massachusetts; † 28. Januar 1986 in Washington, D.C.) war ein US-amerikanischer Vier-Sterne-General.
In den Jahren 1921 bis 1924 durchlief James Moore die United States Military Academy in West Point. Nach seiner Graduation wurde er als Leutnant dem US-Heer zugeteilt. In der Armee durchlief er anschließend alle Offiziersränge vom Leutnant bis zum Viersterne-General. In seinen jüngeren Jahren absolvierte er den für Offiziere in den niederen Rangstufen üblichen Dienst in verschiedenen Einheiten und Standorten darunter auch auf den Philippinen und in China. Dazwischen versah er auch Generalstabsaufgaben und absolvierte militärische Schulungen wie zum Beispiel die Infanterie School (1932–1933) und das Command and General Staff College (1937–1938).
Von 1938 bis 1940 kommandierte James Moore das 29. Infanterieregiment. Anschließend war er bis 1941 Stabsoffizier bei der 2. Infanteriedivision. Danach war er bis 1942 in der Haushaltsabteilung (Budget Branch) des Kriegsministeriums tätig. Während des Zweiten Weltkriegs war er nacheinander Stabschef der der 35. Infanteriedivision (1942), der 30. Infanteriedivision (1942–1943), des XII. Korps (1943), der 4. Armee (1943–1944), der 9. Armee (1944–1945) und der 2. Armee. Moore nahm 1945 als Stabschef der 9. US-Armee im Rathaus von Stendal die Kapitulation der Armee Wenck entgegen.
Bis 1947 blieb Moore Stabsoffizier bei der 2. Armee. Danach kommandierte er bis 1948 den südlichen Bereich der amerikanischen Heerestruppen im Pazifik. Daran schloss sich bis 1950 eine Verwendung als Stabsoffizier im Pentagon an. Zwischen Oktober 1950 und Mai 1951 hatte er das Kommando über die 10. Gebirgsdivision. Zwischen 1953 und 1955 kommandierte er das United States Army War College. Die folgenden drei Jahre verbrachte er in Japan, wo er auf den Ryūkyū-Inseln stationiert war und das Kommando über das IX. Corps innehatte. Nach einer weiteren Verwendung im Generalstab der Armee in den Jahren 1958 und 1959 wurde er zum NATO-Hauptquartier versetzt, das sich damals in Rocquencourt bei Paris befand. Dort fungierte Moore bis 1963 als Stabschef. Anschließend ging er in den Ruhestand.
Der mit Mildred May Lindberg (1903–1976) verheiratete General starb am 28. Januar 1986 und wurde auf dem Nationalfriedhof Arlington beigesetzt. Sein Sohn James E. Moore Jr. (1931–1999) brachte es in der Armee bis zum Generalleutnant und war unter anderem zwischen 1987 und 1989 Kommandeur der 6. Armee.
James Moore erhielt im Lauf seiner militärischen Laufbahn unter anderem folgende Auszeichnungen:
- Army Distinguished Service Medal (2 Mal)
- Legion of Merit (3-Mal)
- Bronze Star Medal

## Daten der Beförderungen
| Abzeichen | Rang               | Jahr |
| --------- | ------------------ | ---- |
|           | Second Lieutenant  | 1924 |
|           | First Lieutenant   | 1929 |
|           | Captain            | 1935 |
|           | Major              | 1941 |
|           | Lieutenant Colonel | 1941 |
|           | Colonel            | 1942 |
|           | Brigadier General  | 1947 |
|           | Major General      | 1949 |
|           | Lieutenant General | 1956 |
|           | General            | 1960 |